# Pont de Cava da Velha
Le pont de Cava da Velha   (en portugais : Ponte da Cavada Velha ou Ponte Nova) est un ancien pont romain situé dans la freguesia de Castro Laboreiro et Lamas de Mouro, municipalité de Melgaço, district de Viana do Castelo, au Portugal,.
Il se trouve dans le périmètre du parc national de Peneda-Gerês. Il est classé Monument national depuis 1986

## Historique
L'époque probable de sa construction serait le Ier siècle. Vers les XIIe et XIIIe siècles il a fait l'objet de rénovation en recevant un nouveau pavage du tablier et des garde-corps en pierre.
Le tablier se compose de deux rampes inclinées en forme de « V » inversé, soutenu par deux arches parfaitement courbées de dimensions très inégales : la plus grande a une portée de 10,50 m et une hauteur de 7,50 m, et la plus petite, une portée de seulement 1,70 m et une hauteur de 3,30 m. Les arches sont formées de voussoirs amortis, et le tablier est constitué de larges dalles. Le tablier mesure environ 3,00 m de large, pour une portée totale de plus de 20 m. Pour renforcer la pile et la protéger des forces de l'eau, il est doté de contreforts, d'un avant-bec triangulaire en amont et d'un avant-bec rectangulaire en aval.

## Galerie

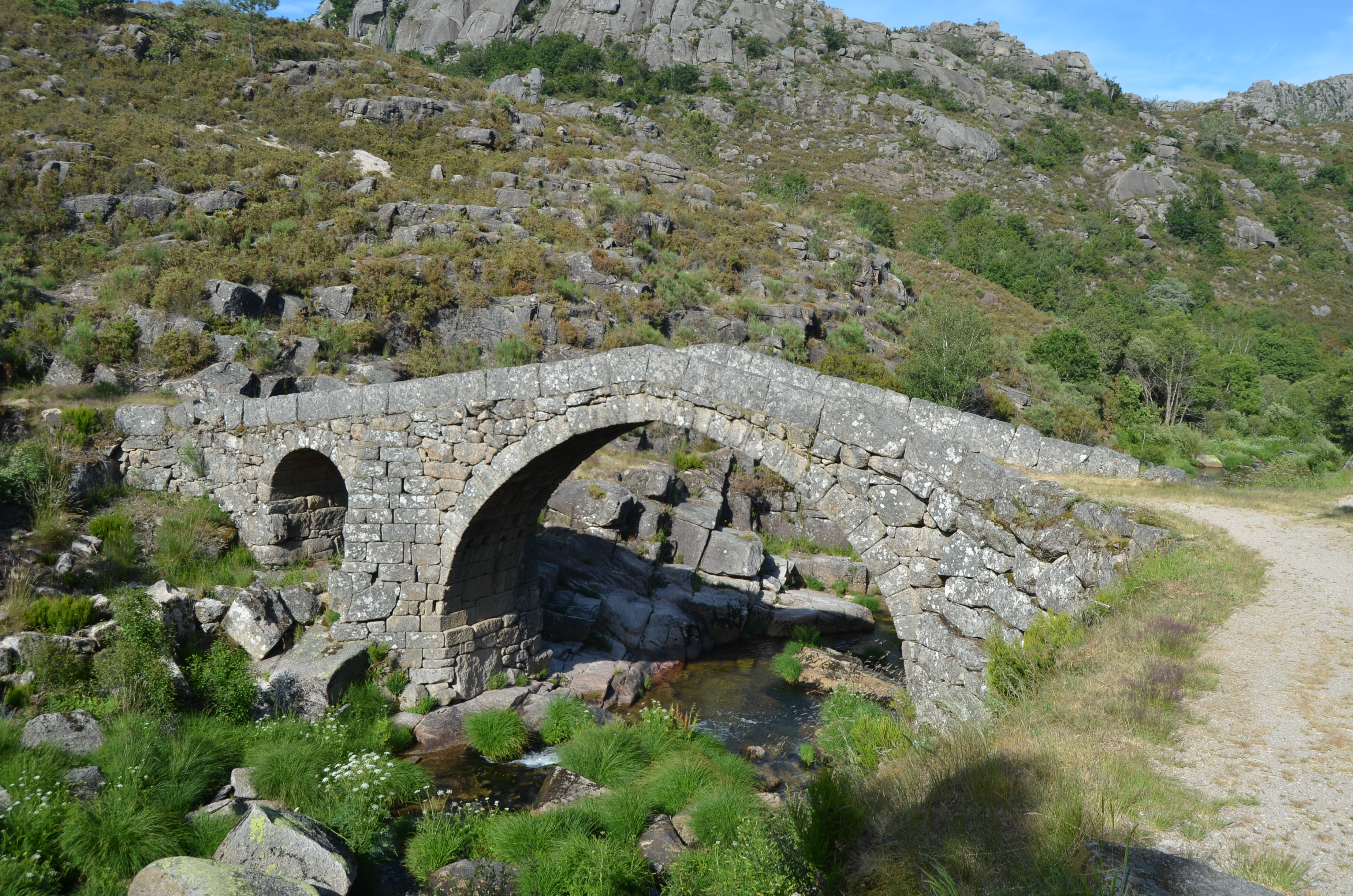
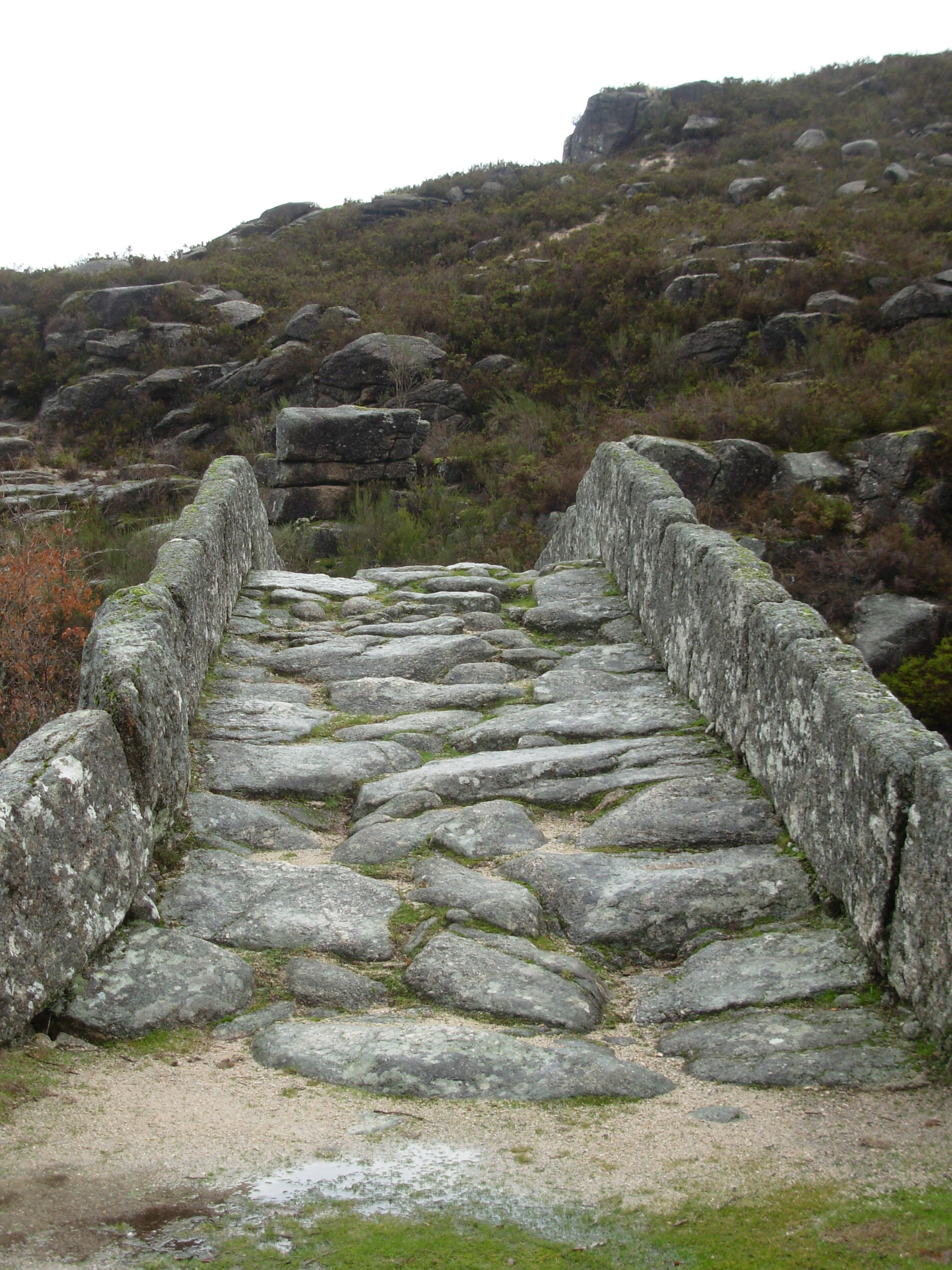
Tablier incliné en pavage de pierre.
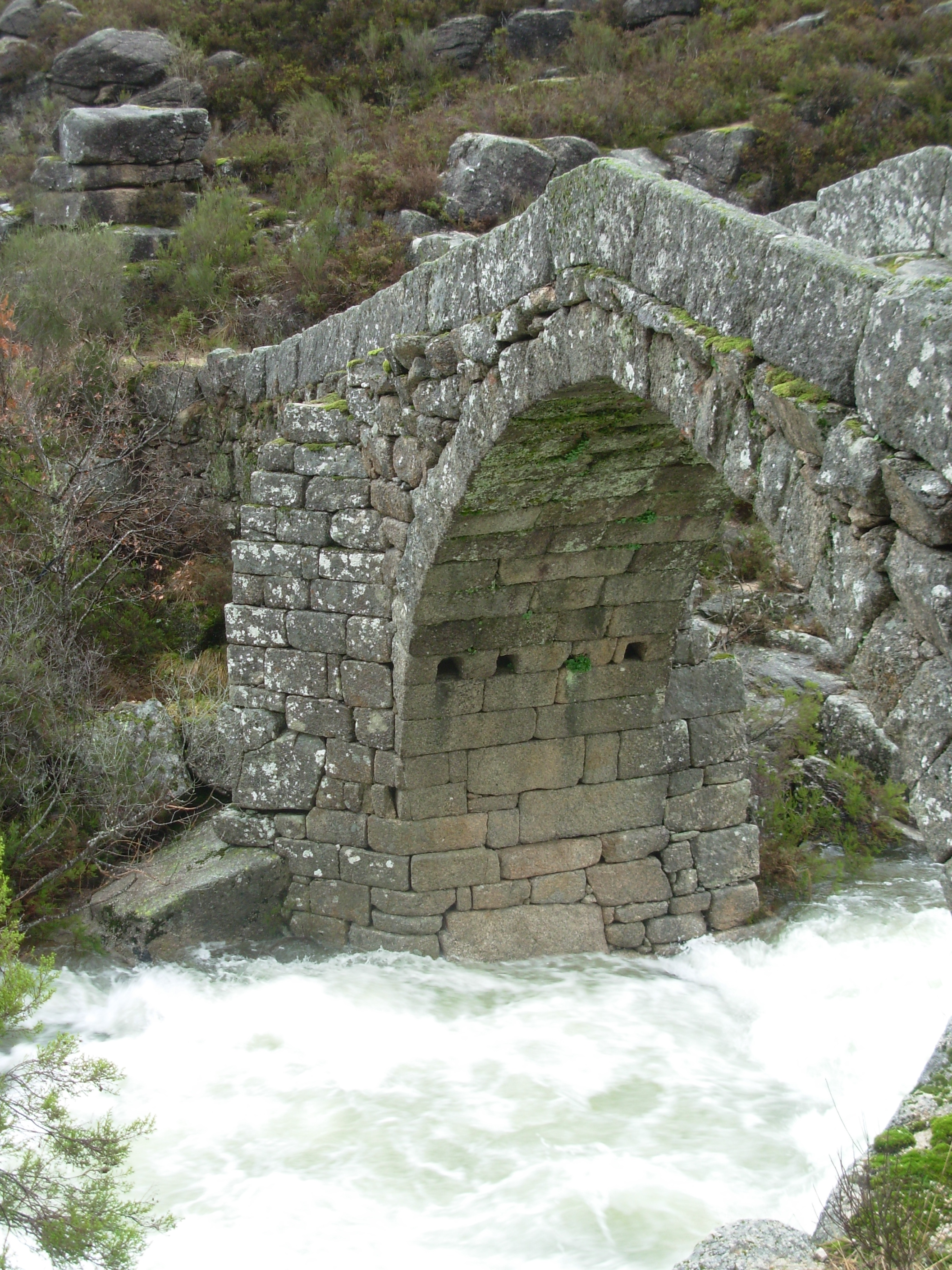
Grande arche.